# فریمن (میزوری)
فریمن (به انگلیسی: Freeman) یک شهر در ایالات متحده آمریکا است که در شهرستان کاس، میزوری واقع شده‌است. فریمن ۲٫۲۸ کیلومتر مربع مساحت و ۴۸۲ نفر جمعیت دارد و ۲۶۶ متر بالاتر از سطح دریا قرار دارد.